# Andrew Suniula
Andrew Suniula (ur. 1 maja 1982 w Pago Pago) – amerykański rugbysta, reprezentant kraju, uczestnik dwóch Pucharów Świata.
Urodzony na Samoa Amerykańskim zawodnik wychowywał się na przedmieściu Auckland wraz z pięcioma braćmi i siostrą. Do jedenastego roku życia uprawiał piłkę nożną, następnie zaczął grać w rugby. Uczęszczał do Kelston Boys' High School, gdzie dyrektorem był wówczas Graham Henry, a w szkolnych i juniorskich zespołach grał z takimi zawodnikami jak Mils Muliaina, Sam Tuitupou, Joe Rokocoko i Jerome Kaino. Ukończył następnie studia na Auckland University of Technology.
Na poziomie klubowym grał dla zespołów Eltham-Kaponga i Tukapa, w latach 2005–2006 reprezentował także Taranaki w National Provincial Championship oraz w New Zealand National Rugby Sevens Tournament 2005. Planował następnie grę w USA przed podjęciem kontraktu w Japonii, jednak po rozegraniu kilku spotkań rugby league dla Auckland Lions przyjął ofertę australijskiego Manly Sea Eagles. Niewykorzystywany w składzie zbyt często, wyjechał jednak do Stanów Zjednoczonych. Grał dla amerykańskich zespołów Chicago Griffins RFC, Pearl City RFC i Old Blue of New York, zaś poza USA występował w barwach Cornish Pirates, Wasps RFC i CSM Olimpia Bukareszt.
W amerykańskiej kadrze zadebiutował w roku 2008. Znalazł się w trzydziestce na Puchar Świata w Rugby 2011, gdzie wystąpił w trzech meczach, powołanie otrzymał także w 2015. W kadrze A rozegrał trzy spotkania podczas Americas Rugby Championship 2014. Występował także w reprezentacji rugby 7, podobnie jak jego bracia Roland i Shalom.